# Zorita (commune)
Pour les articles homonymes, voir Zorita.
Zorita est une commune de la province de Cáceres dans la communauté autonome d'Estrémadure en Espagne.